# Морозово (Новосибірська область)
Морозово (рос. Морозово) — село в Іскітимському районі Новосибірської області Російської Федерації.
Входить до складу муніципального утворення Морозовська сільрада. Населення становить 594 особи (2010).

## Історія
Згідно із законом від 2 червня 2004 року органом місцевого самоврядування є Морозовська сільрада.

## Населення
| 2002 | 2007 | 2010 |
| ---- | ---- | ---- |
| 641  | ↘605 | ↘594 |